# Les Eucherts
Les Eucherts is een skidorp en een wijk van La Rosière, in de gemeente Montvalezan in het Franse departement Savoie. 
Tot midden 20e eeuw was Les Eucherts een gehuchtje met stenen huizen die enkel in de zomermaanden werden bewoond door enkele tientallen landbouwers en herders. In 1955 werd er een vakantieverblijf gebouwd. Vanaf de jaren 60 werden de bergflanken rondom het dorp ingezet als skipistes, waarbij het meer westelijk gelegen La Rosière uitgroeide tot hoofddorp van het nieuwe skigebied. In 2006 begon men ook in Les Eucherts met de bouw van grote vakantieverblijven en de uitbouw van een dorpscentrum rondom Place des Eucherts, met onder meer een bowlingbaan en schaatspiste.